# Světlá Hora
Světlá Hora (en polonais : Światła Góra) est une commune du district de Bruntál, dans la région de Moravie-Silésie, en République tchèque. Sa population s'élevait à 1 367 habitants en 2024.

## Géographie
Světlá Hora se trouve à 8 km au nord-ouest du centre de Bruntál, à 67 km à l'ouest-nord-ouest d'Ostrava et à 212 km à l’est de Prague.
La commune est limitée par Karlova Studánka, Ludvíkov, Andělská Hora et Vrbno pod Pradědem au nord, par Široká Niva à l'est, par Staré Město et Rudná pod Pradědem au sud, et par Malá Morávka à l'ouest.

## Histoire
La première mention écrite de la localité date de 1267.

## Administration
La commune se compose de cinq sections :
- Dětřichovice
- Podlesí
- Stará Voda
- Suchá Rudná
- Světlá

## Transports
Par la route, Světlá Hora se trouve à 9 km de Bruntál, à 86 km d'Ostrava et à 289 km de Prague.